# Gravitacijska konstanta
Gravitacíjska konstánta je v fiziki izkustvena sorazmernostna konstanta, ki nastopa v Newtonovem splošnem gravitacijskem zakonu:
{\displaystyle F=\kappa {\frac {m_{1}m_{2}}{r^{2}}}\!\,,}
v Poissonovi enačbi za gravitacijsko polje:
{\displaystyle {\nabla }^{2}\phi =4\pi \kappa \rho \!\,.}
v n-razsežnem Gaussovem gravitacijskem zakonu:
{\displaystyle \nabla \cdot {\vec {\mathbf {g} }}=-{\frac {2\pi ^{n/2}}{\Gamma (n/2)}}\kappa _{n}\rho _{n}\!\,,}
pa tudi v Einsteinovi splošni teoriji relativnosti v njegovih enačbah polja:
{\displaystyle G_{\mu \nu }={\frac {8\pi \kappa }{c^{4}}}T_{\mu \nu }\!\,,}
ali na primer v Kretschmannovem skalarju za Schwarzschildovo črno luknjo:
{\displaystyle K={\frac {48\kappa ^{2}m^{2}}{c^{4}r^{6}}}\!\,.}
Navadno se označuje z malo grško črko κ, ponekod z G, GN, {\displaystyle \varkappa }, redkeje z γ  in v novejšem času tudi z {\displaystyle {\mathcal {G}}\ }. Imenuje se tudi splôšna gravitacíjska konstánta, Newtonova (gravitacíjska) konstánta in pogovorno velíki G.
Gravitacijska konstanta je ena osnovnih konstant v fiziki. Njena priporočena vrednost (2014, CODATA) je:
{\displaystyle \kappa =\left(6,67408\pm 0,00031\right)\cdot 10^{-11}\ {\mbox{m}}^{3}\ {\mbox{kg}}^{-1}\ {\mbox{s}}^{-2}\!\,.}
Morda je gravitacijsko konstanto od vseh konstant najtežje meriti.  Med vsemi osnovnimi konstantami je njena vrednost določena najmanj točno, saj so točno določena le prva tri decimalna mesta (6,67), njena relativna standardna merilna negotovost {\displaystyle u_{r}\ } je le 47 ×10−6. Enako netočna je masa Sonca. Lege planetov so znane veliko točneje in tudi produkt κ in mase Sonca.

## Razsežnosti, enote in vrednost
Gravitacijska konstanta igra pomembno vlogo v splošni teoriji relativnosti. Skupaj s Planckovo konstanto h in hitrostjo svetlobe v vakuumu c je možno izvesti sistem enot, znan kot Planckov sistem enot, kjer so vse tri vrednosti konstant enake 1. Z naravnimi enotami iz Planckovega sistema enot je gravitacijska konstanta izražena kot:
{\displaystyle \kappa ^{\rm {P}}={\frac {l_{\rm {P}}^{3}}{m_{\rm {P}}t_{\rm {P}}^{2}}}\!\,,}
kjer je:
- {\displaystyle l_{\rm {P}}\!\,} – Planckova dolžina,
- {\displaystyle m_{\rm {P}}\!\,} – Planckova masa,
- {\displaystyle t_{\rm {P}}\!\,} – Planckov čas.

Gravitacijska sila je v primerjavi z drugimi osnovnimi silami zelo šibka. Med elektronom in protonom na razdalji 1 metra je približno enaka 10−67 newtonov, ustrezna elektromagnetna sila pa je približno 10−28 N. Obe sili sta majhni, če se ju primerja s silami, ki se jih lahko izkusi neposredno, vendar je elektromagnetna sila v tem primeru približno 39 redov velikosti (1039) večja od gravitacijske:
{\displaystyle {\frac {\alpha }{\mu \alpha _{\kappa }}}={\frac {\kappa _{\rm {e}}}{\kappa }}{\frac {e_{0}^{2}}{m_{\rm {e}}m_{\rm {p}}}}={\frac {e_{0}^{2}}{4\pi \varepsilon _{0}\kappa m_{\rm {e}}m_{\rm {p}}}}\approx 2,269\cdot 10^{39}\,\,,}
kjer je:
- {\displaystyle \alpha \!\,} – konstanta fine strukture,
- {\displaystyle \alpha _{\kappa }\!\,} – gravitacijska sklopitvena konstanta,
- {\displaystyle \mu \!\,} – razmerje mas protona in elektrona,
- {\displaystyle e_{0}\,} – osnovni naboj,
- {\displaystyle \kappa _{\rm {e}}\!\,} – Coulombova konstanta,
- {\displaystyle \varepsilon _{0}\,} – influenčna konstanta,
- {\displaystyle m_{\rm {e}}\!\,} – masa elektrona,
- {\displaystyle m_{\rm {p}}\!\,} – masa protona.

To je približno enako razmerju med Sončevo maso in maso mikrograma:
{\displaystyle {\frac {m_{\odot }}{10^{-9}}}\approx 1,988\cdot 10^{39}\!\,.}

## Zgodovina meritev
Gravitacijsko konstanto je poleg mase Zemlje leta 1798 s torzijsko tehtnico prvi izmeril Henry Cavendish (Cavendishev poskus). Newton je računal še brez znane vrednosti. Cavendisheva vrednost je bila:
{\displaystyle \kappa =\left(6,75\pm 0,05\right)\cdot 10^{-11}\ {\mbox{m}}^{3}\ {\mbox{kg}}^{-1}\ {\mbox{s}}^{-2}\!\,\qquad \left[u_{r}\ =7418,40\cdot 10^{-6}\right].}
Torzijsko tehtnico je neodvisno od de Coulomba izumil Michell okoli leta 1783. Z njo je hotel meriti κ, vendar je leta 1793 umrl. Njegovo pripravo je najprej podedoval Wollaston, nato pa Cavendish, ki jo je zgradil na novo, vendar zelo podobno izvirni Michellovi. Uporabil je vodoravno torzijsko prečko z dvema svinčenima kroglama, katerih vztrajnost (v povezavi s torzijsko konstanto) je lahko določil po računanju časa nihanja prečke. Dejansko ni želel izmeriti gravitacijske konstante, ampak gostoto Zemlje glede na vodo prek točne vrednosti gravitacijske sile.
Točnost izmerjene vrednosti κ se je od izvirnega Cavendishevega poskusa le malo povečala. κ je zelo težko meriti, saj je gravitacija precej šibkejša od drugih osnovnih sil, merilno pripravo pa ni moč osamiti od gravitacijskih vplivov drugih teles. Poleg tega za gravitacijo ni vpeljane povezave z drugimi osnovnimi silami, tako da je ni moč izračunati iz drugih konstant, ki jih lahko izmerijo veliko bolj točno. Objavljene vrednosti κ se precej razlikujejo, nekatera nedavna merjenja z veliko točnostjo pa se celo dejansko izključujejo. Do sedaj so opravili prek 300 meritev z različnimi postopki.
Razpredelnica podaja pregled meritev. Delno povzeto po :2
| {\displaystyle \kappa \!\,} {\displaystyle \left[\cdot 10^{-11}\ \mathrm {m^{3}\ kg^{-1}\ s^{-2}} \right]\!\,} | {\displaystyle u_{r}\!\,} {\displaystyle \cdot 10^{-6}\!\,} | čas     | avtor                 | postopek                         |
| --- | ----------------------------------------------------------- | ------- | --------------------- | -------------------------------- |
| 6,74 ± 0,05 | 7418,40                                                     | 1798    | Cavendish             | torzijska tehtnica               |
| 6,63 ± 0,06 | 9049,77                                                     | 1838    | Reich                 | torzijska tehtnica               |
| 6,485 ± 0,07                                                                                                   | 10794,14                                                    | 1843    | Baily                 | torzijska tehtnica               |
| 6,63 ± 0,017                                                                                                   | 2564,10                                                     | 1878    | Cornu, Baille         | torzijska tehtnica               |
| 6,46 ± 0,11 | 17027,86                                                    | 1878    | Jolly                 |                                  |
| 6,594 ± 0,015                                                                                                  | 2274,80                                                     | 1889    | Wilsing               |                                  |
| 6,6984 ± 0,04                                                                                                  | 5971,58                                                     | 1891    | Poynting:77, 88       | tehtnica                         |
| 6,658 ± 0,007                                                                                                  | 1051,37                                                     | 1895    | Boys                  | torzijska tehtnica               |
| 6,657 ± 0,013                                                                                                  | 1952,83                                                     | 1896    | Eötvös                |                                  |
| 6,658 ± 0,002                                                                                                  | 300,39                                                      | 1897    | Brayn                 |                                  |
| 6,685 ± 0,02                                                                                                   | 2991,77                                                     | 1898    | Richarz               | tehtnica na prečko               |
| 6,64 ± 0,04 | 6024,10                                                     | 1902    | Burgess               |                                  |
| 6,6721 ± 0,0073                                                                                                | 1094,11                                                     | 1928    | Heyl                  |                                  |
| 6,670 ± 0,005                                                                                                  | 749,63                                                      | 1930    | Heyl                  |                                  |
| 6,66 ± 0,04 | 6006,01                                                     | 1933    | Zaradnicek            |                                  |
| 6,673 ± 0,003                                                                                                  | 449,57                                                      | 1942    | Heyl, Chrzanowski     | torzijska tehtnica               |
| 6,674 ± 0,004                                                                                                  | 599,34                                                      | 1969    | Rose idr.             |                                  |
| 6,6714 ± 0,0006                                                                                                | 89,94                                                       | 1972    | Pontikis, Facy        | torzijska tehtnica resonančno    |
| 6,6720 ± 0,0041                                                                                                |                                                             | 1973    | CODATA                | priporočeno                      |
| 6,670 ± 0,008                                                                                                  | 1199,40                                                     | 1974    | Renner                |                                  |
| 6,668 ± 0,002                                                                                                  | 299,94                                                      | 1975    | Karagioz idr.         | torzijska tehtnica dinamično     |
| 6,6699 ± 0,0014                                                                                                | 209,90                                                      | 1975    | Luther idr.           |                                  |
| 6,57 ± 0,17 | 25875,19                                                    | 1976    | Koldewyn, Faller      |                                  |
| 6,6745 ± 0,0008                                                                                                | 119,86                                                      | 1977    | Sagitov idr.          | torzijska tehtnica dinamično     |
| 6,6726 ± 0,0005                                                                                                | 74,93                                                       | 1982    | Luther, Towler        | torzijsko nihalo                 |
| 6,6730 ± 0,0005                                                                                                | 74,93                                                       | 1985    | Karagioz idr.         |                                  |
| 6,6722 ± 0,0051                                                                                                | 764,37                                                      | 1986    | Dousse, Rheme         |                                  |
| 6,6730 ± 0,0003                                                                                                | 44,96                                                       | 1986    | Karagioz idr.         |                                  |
| 6,67428 ± 0,00067                                                                                              |                                                             | 1986    | CODATA                | priporočeno                      |
| 6,667 ± 0,0007                                                                                                 | 104,99                                                      | 1987    | Boer idr.             |                                  |
| 6,6730 ± 0,0005                                                                                                | 74,93                                                       | 1987    | Karagioz idr.         |                                  |
| 6,6728 ± 0,0003                                                                                                | 44,96                                                       | 1988    | Karagioz idr.         |                                  |
| 6,6729 ± 0,0002                                                                                                | 29,97                                                       | 1989    | Karagioz idr.         |                                  |
| 6,65 ± 0,09 | 13533,83                                                    | 1989    | Saulnier Frisch       |                                  |
| 6,6730 ± 0,00009                                                                                               | 13,49                                                       | 1990    | Karagioz idr.         |                                  |
| 6,6613 ± 0,0093                                                                                                | 1396,12                                                     | 1991    | Schurr idr.           |                                  |
| 6,6737 ± 0,0051                                                                                                | 764,19                                                      | 1992    | Hubler idr.           |                                  |
| 6,6771 ± 0,0004                                                                                                | 59,91                                                       | 1992    | Izmailov idr.         |                                  |
| 6,71540 ± 0,00008                                                                                              | 11,91                                                       | 1993    | Michaelis idr.        |                                  |
| 6,6698 ± 0,0013                                                                                                | 194,91                                                      | 1993    | Hubler idr.           |                                  |
| 6,6729 ± 0,0002                                                                                                | 29,97                                                       | 1993    | Karagioz idr.         |                                  |
| 6,6719 ± 0,0008                                                                                                | 119,91                                                      | 1994    | Walesch idr.          | Fabry-Pérotov resonator          |
| 6,6746 ± 0,001                                                                                                 | 149,82                                                      | 1994    | Fitzgerald, Armstrong |                                  |
| 6,6607 ± 0,0032                                                                                                | 480,43                                                      | 1994    | Hubler idr.           |                                  |
| 6,6779 ± 0,0063                                                                                                | 943,41                                                      | 1994    | Hubler idr.           |                                  |
| 6,67285 ± 0,00008                                                                                              | 11,99                                                       | 1994    | Karagioz idr.         |                                  |
| 6,6656 ± 0,0009                                                                                                | 135,02                                                      | 1995    | Fitzgerald, Armstrong | torzijska tehtnica statično      |
| 6,6729 ± 0,0002                                                                                                | 29,97                                                       | 1995    | Karagioz idr.         |                                  |
| 6,66730 ± 0,00094                                                                                              | 140,99                                                      | 1995    | Walesch idr.          | Fabry-Pérotov resonator          |
| 6,71540 ± 0,00056                                                                                              | 83,39                                                       | 1995/96 | Michaelis idr.        | torzijska tehtnica statično      |
| 6,6729 ± 0,0005                                                                                                | 74,93                                                       | 1996    | Karagioz idr.         | torzijska tehtnica dinamično     |
| 6,6740 ± 0,0007                                                                                                | 104,88                                                      | 1997    | Bagley, Luther        | torzijska tehtnica dinamično     |
| 6,6754 ± 0,0014                                                                                                | 209,73                                                      | 1997    | Schurr, Nolting idr.  |                                  |
| 6,6699 ± 0,0007                                                                                                | 104,95                                                      | 1997    | Luo idr.              |                                  |
| 6,6873 ± 0,0094                                                                                                | 1405,65                                                     | 1998    | Schwarz idr           | prosti pad                       |
| 6,6749 ± 0,0014                                                                                                | 209,74                                                      | 1998    | Nolting idr.          | tehtnica na prečko               |
| 6,6735 ± 0,0004                                                                                                | 59,94                                                       | 1998    | Kleinvoss idr.        |                                  |
| 6,683 ± 0,011                                                                                                  | 1645,97                                                     | 1998    | Richman idr.          |                                  |
| 6,6699 ± 0,0007                                                                                                | 104,95                                                      | 1999    | Luo idr.              |                                  |
| 6,6742 ± 0,0007                                                                                                | 104,88                                                      | 1999    | Fitzgerald, Armstrong |                                  |
| 6,6830 ± 0,0011                                                                                                | 164,60                                                      | 1999    | Richman idr.          |                                  |
| 6,6754 ± 0,0015                                                                                                | 224,71                                                      | 1999    | Schurr, Nolting idr.  |                                  |
| 6,674215 ± 0,000092                                                                                            | 13,78                                                       | 2000    | Gundlach, Merkowitz   | torzijska tehtnica dinamično     |
| 6,67559 ± 0,00027                                                                                              | 40,45                                                       | 2000    | Quinn idr.            |                                  |
| 6,67407 ± 0,00022                                                                                              | 32,96                                                       | 2002    | Kündig                | tehtnica na prečko               |
| 6,6742 ± 0,001                                                                                                 | 149,83                                                      | 2004    | CODATA                | priporočeno                      |
| 6,67428 ± 0,00067                                                                                              | 100,39                                                      | 2006    | CODATA                | priporočeno                      |
| 6,693 ± 0,027                                                                                                  | 4034,07                                                     | 2007    | Fixler idr.           |                                  |
| 6,67349 ± 0,00018                                                                                              | 26                                                          | 2009    | Luo idr.              |                                  |
| 6,67234 ± 0,00014                                                                                              | 21                                                          | 2010    | Parks, Faller         | laserski interferometer          |
| 6,67384 ± 0,00080                                                                                              | 120                                                         | 2010    | CODATA                | priporočeno                      |
| 6,67191 ± 0,00099                                                                                              | 150                                                         | 2014    | Rosi idr.             | rubidijev atomski interferometer |
| 6,67408 ± 0,00031                                                                                              | 47                                                          | 2014    | CODATA                | priporočeno                      |

## Produktκm
Količina {\displaystyle \kappa m\!\,}, produkt gravitacijske konstante in mase danega astronomskega telesa, kot sta na primer Sonce ali Zemlja, je standardni gravitacijski parameter, označen z {\displaystyle \mu \!\,}. Glede na obravnavano telo se lahko med drugim imenuje tudi geocentrična ali heliocentrična gravitacijska konstanta.
Z njo se poenostavi več enačb povezanih z gravitacijo. Za mnoga nebesna telesa, kot sta Zemlja in Sonce, je vrednost {\displaystyle \kappa m\!\,} znana veliko točneje kot pa vsak faktor posebej. Mejna točnost, ki je razpoložljiva za {\displaystyle \kappa \!\,}, velikokrat v prvi vrsti omejuje točnost znanstvenega določevanja takšnih mas.
Z Zemljino maso m⊕ je:
{\displaystyle \mu _{\oplus }=\kappa m_{\oplus }=(398600,4418\pm 0,0008)\ {\mbox{km}}^{3}\ {\mbox{s}}^{-2}\!\,.}
Zaradi netočnosti gravitacijske konstante in mas teles so računi v nebesni mehaniki lahko izvedeni v enotah Sončeve mase namesto standardne osnovne enote SI kg. V ta namen služi Gaussova gravitacijska konstanta:
{\displaystyle k=0,017\ 202\ 098\ 95\ {\mbox{A}}^{3}\ {\mbox{D}}^{-2}{\mbox{S}}^{-1}\!\,,}
kjer je:
- {\displaystyle A\!\,} – astronomska enota,
- {\displaystyle D\!\,} – srednji Sončev dan,
- {\displaystyle S\!\,} – Sončeva masa.

Če se za časovno enoto namesto srednjega Sončevega dne vzame sidersko leto, je vrednost zelo blizu 2π (k = 6,28315).
Standardni gravitacijski parameter {\displaystyle \kappa m\!\,} se pojavlja v Newtonovem splošnem gravitacijskem zakonu, v enačbah za odklon svetlobnega curka, ki ga povzroča gravitacijsko lečenje, v Keplerjevih zakonih in v enačbi za ubežno hitrost.

## Spremenljivost
Po splošni teoriji relativnosti je gravitacijska konstanta res konstanta, saj drugače ne velja zakon o ohranitvi energije. Einsteinov tenzor je brezdivergenten, po zakonu o ohranitvi energije je ničeln tudi {\displaystyle T_{;\mu }^{\mu \nu }\,}.
S privzetkom, da je fizika supernov tipa Ia univerzalna, je analiza opazovanj 580 supernov tipa Ia pokazala, da se je gravitacijska konstanta spreminjala za manj kot en del v 10 milijardah na leto v zadnjih devetih milijardah letih.
Več avtorjev je predlagalo spremenljivost gravitacijske konstante, konstante fine strukture {\displaystyle \alpha \,} in nekaterih drugih fizikalnih konstant, kot so: hitrost svetlobe v vakuumu {\displaystyle c_{0}\,}, Planckova konstanta {\displaystyle h\,}, osnovni električni naboj {\displaystyle e_{0}\,}, masa elektrona {\displaystyle m_{\rm {e}}\,}, razmerje mas elektrona in protona ali kozmološka konstanta {\displaystyle \Lambda \,}.
Če je gravitacijska konstanta spremenljiva, so spremenljive na primer tudi nekatere naravne enote:
- Planckova dolžina {\displaystyle \ell _{\rm {P}}={\sqrt {\frac {\hbar \kappa }{c_{0}^{3}}}}\,}
- Planckova masa {\displaystyle m_{\rm {P}}={\sqrt {\frac {\hbar c_{0}}{\kappa }}}\,}
- Planckov čas {\displaystyle t_{\rm {P}}={\sqrt {\frac {\hbar \kappa }{c_{0}^{5}}}}={\frac {l_{\rm {p}}}{c_{0}}}\,}

ipd.

### Spremenljivost s časom
Najbolj znan je predlog o spremenljivosti gravitacijske konstante s časom. Med prvimi je predlagal spremenljivost gravitacijske konstante s časom Dirac v 1930-ih. Po njegovi domnevi velikih števil je gravitacijska konstanta obratno sorazmerna s starostjo Vesolja:
{\displaystyle \kappa \propto {\frac {1}{t}}\!\,,}
ker se drugače atomski parametri ne morejo spreminjati s časom. Zeldovič je razširil Diracovo domnevo z uvedbo kozmološkega parametra in definiral {\displaystyle \Lambda \,} kot:
{\displaystyle \vert \Lambda \vert ={\frac {8\pi \kappa ^{2}m_{\rm {p}}^{6}}{h^{4}}}\!\,.}
Pokazal je, da {\displaystyle \Lambda \,} povzroča enako gravitacijsko polje v vakuumu kot je količina nastale snovi v prostoru, tako da mora biti kozmološki člen vključen v Einsteinove enačbe polja ob prisotnosti običajne snovi.
Zamisel o spremenljivosti gravitacijske konstante se je prvič pojavila v Milnejevem delu nekaj let pred Diracovo domnevo. Milneja niso toliko presenečale slučajnosti velikih števil temveč preprosto ni maral Einsteinove splošne teorije relativnosti. Zanj prostor ni bil struktuirano telo ampak preprosto referenčni sistem v katerem bi se lahko prilagodili Einsteinovi zaključki z zvezami kot je na primer:
{\displaystyle \kappa =\left({\frac {c^{3}}{m_{\rm {V}}}}\right)t\!\,,}
kjer je {\displaystyle m_{\rm {V}}\,} masa Vesolja, {\displaystyle t\,} pa starost Vesolja. Po tej zvezi vrednost gravitacijske konstante s časom narašča. Dirac je predlagal tudi zvezo:
{\displaystyle \kappa n_{\rm {J}}\sim t\!\,,}
kjer je {\displaystyle n_{\rm {J}}\,} število jedr v Vesolju.
Tudi v Brans-Dickeovi teoriji gravitacije se gravitacijska konstanta s širjenjem Vesolja spreminja. Dodatno skalarno polje {\displaystyle \phi \,} lahko spreminja efektivno gravitacijsko konstanto v prostoru in času obratno sorazmerno:
{\displaystyle {\frac {1}{\kappa }}\sim \phi \!\,.}

### Spremenljivost glede na snov
Barrow in Scherrer sta predlagala spremenljivost gravitacijske konstante glede na običajno barionsko snov (protoni, nevtroni) ali na svetlobno energijo (fotoni). Če bi za fotone veljala manjša vrednost, bi lahko njun model pojasnil zakaj je bilo v zgodnjem Vesolju manj helija kot ga predvideva teorija. Širjenje zgodnjega Vesolja in njegova energijska gostota naj bi bila odvisna od gravitacijske konstante. V mladem Vesolju je bilo več fotonov kot snovi. Če za fotone velja manjša vrednost gravitacijske konstante, se je prostor širil počasneje, tako da je bilo za tvorbo helija na voljo manj nevtronov. Problem pa je tvorba litija, saj ni odvisna od prostih nevtronov kot pri heliju, tako da je njun predlog vprašljiv. Če bi gravitacija razlikovala med delci, bi bila nepopolna tudi Einsteinova splošna teorija relativnosti. Gravitacijska konstanta naj bi se po nekaterih predlogih razlikovala tudi med fermioni in bozoni, ali za snov in antimaterijo.